# Niezen

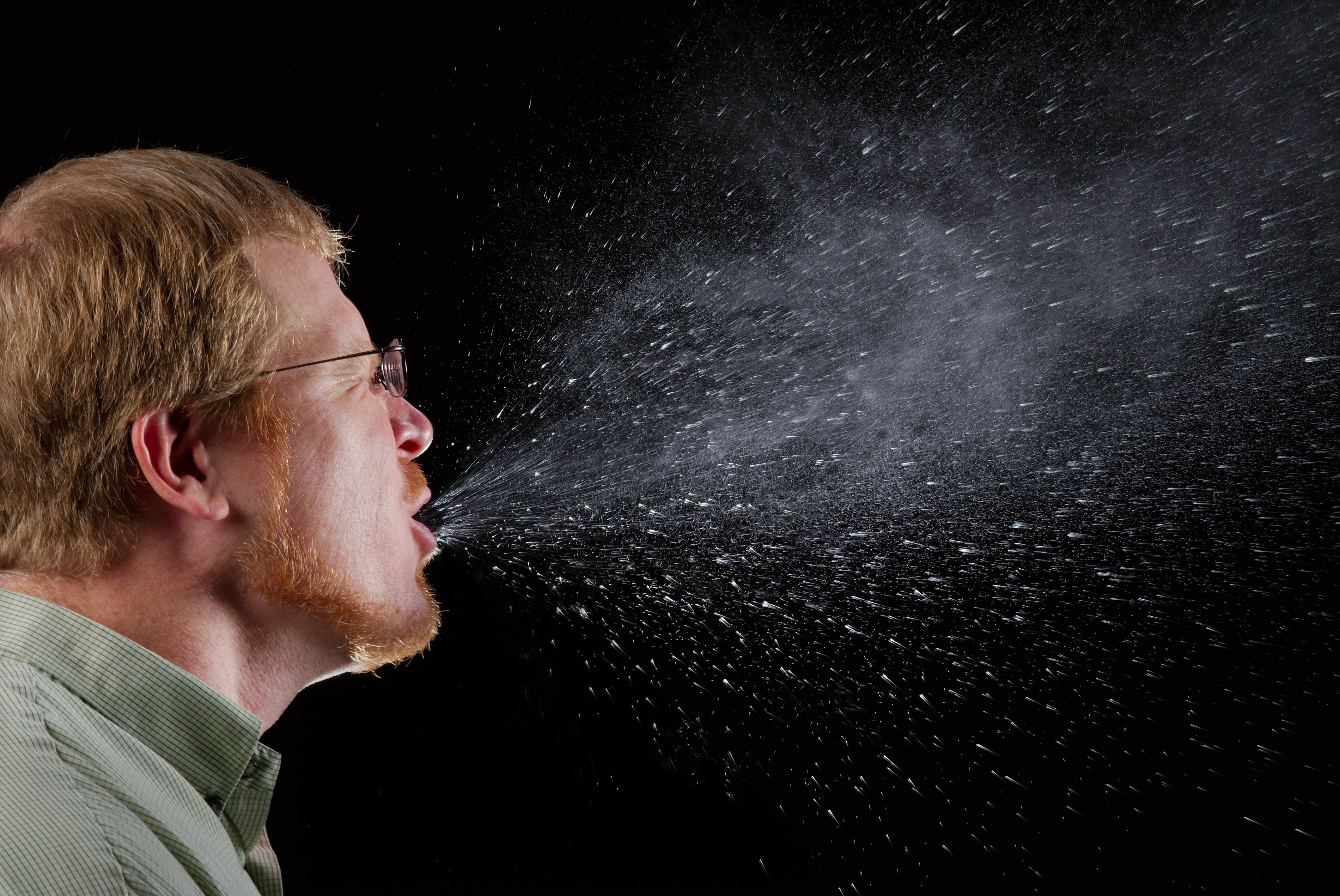
Niezende man

Niezen of niesen is een plotselinge, krachtige uitademing om de neus te reinigen van prikkelende stoffen. Bij prikkeling van het neusslijmvlies wordt er een signaal via de drielingzenuw naar het reflexcentrum in de hersenen gestuurd. Door middel van een reflex worden er verschillende spieren in beweging gebracht, waaronder een krachtige samentrekking van de ribbenkast en de longen. Daardoor ontstaat de nies. Een gevolg van het niezen kan zijn dat de niezende persoon kippenvel krijgt. Doordat tijdens het niezen warmte aan de omgeving wordt afgegeven, ontstaat het kippenvel.
De prikkelende stoffen die het niezen veroorzaken, zijn zeer divers. Dat heeft onder andere te maken met (over)gevoeligheid voor bepaalde stoffen. Stoffen in de lucht kunnen een natuurlijke of chemische afkomst hebben, waarbij het bij een natuurlijke afkomst vaak om een allergische reactie gaat. In veel gevallen kan een nies als erg prettig worden ervaren. Hiertegenover staat het gevoel van een opkomende nies die uiteindelijk weer verzwakt en verdwijnt, wat onprettig aanvoelt. Sommige mensen moeten niezen wanneer ze in de zon of een andere lichtbron kijken. Zij 'lijden' aan de optische niesreflex, in het Engels ook wel ACHOO-syndroom (Autosomal Dominant Compelling Helio-Ophthalmic Outburst) genoemd. De oorzaak van het niezen bij deze personen zou kunnen zijn dat hun gezichtszenuw (nervus opticus) ongewoon dicht tegen de genoemde drielingzenuw (nervus trigeminus) aan ligt, waardoor een hevige prikkeling van de gezichtszenuw door toedoen van het licht ook een prikkeling van de drielingzenuw veroorzaakt, met een tintelend gevoel in de neus en niezen tot gevolg. Een manier om een opkomende nies die dreigt te "mislukken" toch door te laten gaan, is voor sommigen dan ook plotseling kijken in een lichtbron.
Een nies is dus bedoeld voor het reinigen van prikkelende stoffen uit het ademhalingsstelsel. Tijdens de nies komen er dan ook duizenden bacteriën en, in het geval van een virusinfectie zoals verkoudheid of griep, virusdeeltjes vrij, die opgevangen kunnen worden met een zakdoek, de hand of (hygiënischer) in de elleboogholte. Gebeurt dat niet, dan verspreiden zich 100.000 kleine druppeltjes met bacteriën en eventueel ook virussen de ruimte in. Dit kan dan via de lucht en andere materialen binnen de desbetreffende ruimte leiden tot een infectie van de personen die zich daar bevinden. De snelheid van de lucht bij een nies kan theoretisch oplopen tot zo'n 160 km/h.
Onomatopeeën die in de Nederlandse taal gebruikt worden om het geluid van niezen na te bootsen, zijn hatsjie en hatsjoe.
In 1884 omschreef bioloog Henry Walter Bates het effect van licht op de niesreflex (Bates H.W. 1881-4. Biologia Centrali-Americana Insecta. Coleoptera. Volume I, Part 1.). Hij ondervond dat mensen enkel in staat waren te niezen indien zij het gevoel hebben hun volledige omgeving te controleren. Hieruit leidde hij dus af dat mensen niet in staat zijn te niezen in het donker. Deze stelling werd later ontkracht. 